# 近鐵3220系電聯車
近鐵3220系電聯車（日语：／ Kintetsu 3220-kei densha）是近畿日本鐵道使用的通勤型電聯車。3220系是近鐵以「對人與環境友善」及「降低成本」為理念所製造的新世代列車「21系列」的首批電車，並於2000年3月15日開始投入使用。
本型車以近鐵3200系電聯車為基礎，針對車體和運轉設備等重新進行設計，並製造成能直通至京都市營地下鐵烏丸線的車；而其全長也從近鐵標準的27000毫米縮短至20500毫米。本型車的車體上半部採用大地棕作為塗裝，下半部為水晶白，中間的條紋則使用向日葵黃做為區隔。而3220系在也是當時可直通至京都市營地下鐵的所有近鐵車輛中，首款採用語音合成的自動廣播系統的車型。